# Tumbala-Kletterratte
Die Tumbala-Kletterratte (Tylomys tumbalensis) ist eine zu den Kletterratten gehörende Art der Neuweltmäuse und eng mit der Nacktschwanz-Kletterratte verwandt. Sie ist nur von einem einzigen Fundort in den Tropenwäldern Chiapas’ bekannt und wird als vom Aussterben bedroht eingestuft. Sie könnte jedoch bereits auch ausgestorben sein.

## Körperbau
Die Gesamtlänge eines jungen, jedoch ausgewachsenen Exemplars der Tumbala-Kletterratte beträgt 448 Millimeter, die Schwanzlänge 234 Millimeter und die Hinterfußlänge 46 Millimeter. Das Fell der Oberseite ist dunkelgrau und wird zur Mitte hin deutlich schwärzlich. Die Körperseiten sind bräunlich und die Unterseite ist bleifarben und gelbbraun-verwaschen. Das Kinn, die Brust und ein Teil der Leistenregion sind weiß und die Zehen sind dunkelbraun. Die vordere Hälfte des Schwanzes ist schwärzlich, die hintere ist gelb.
Der Schädel der Tumbala-Kletterratte ist groß, lang und abgeflacht.
Anders als bei der Nacktschwanz-Kletterratte misst die obere Backenzahnreihe mehr als 9,1 Millimeter. Die Paukenblasen sind im Gegensatz zu denen von Tylomys bullaris nicht merklich aufgebläht und weisen eine auffällige vordere Ausbuchtung auf.
Laut Merriam (1901) ist der Schädel weniger massiv und schlanker als der der Nacktschwanz-Kletterratte. Die Schnauze und die Nasenbeine sind deutlich schlanker, die Paukenblasen sind etwas größer, die oberen Schneidezähne sind dünner und schmaler und die Backenzahnreihen sind mit einer Länge von 9,5 Millimetern im Vergleich sehr groß und schwer.

## Verbreitung, Lebensraum und Bestand
Das Verbreitungsgebiet der Tumbala-Kletterratte liegt im mexikanischen Chiapas, wo die Art nur von einem Exemplar aus Tumbalá bekannt ist.
Ursprünglich handelt es sich beim Fundgebiet um Tropenwald, der jedoch bis auf sehr kleine Stücke ursprünglicher Vegetation inzwischen vollkommen abgeholzt ist.
Die Weltnaturschutzunion IUCN stufte Tylomys tumbalensis 2008 als vom Aussterben bedroht ein. Begründet wurde dies mit dem begrenzten Vorkommen sowie der Wahrscheinlichkeit einer starken Bestandsabnahme, verursacht durch das vollständige Verschwinden des ursprünglichen Lebensraumes aufgrund der Umwandlung in landwirtschaftlich genutzte Fläche. Da sie seit mehr als 40 Jahren nicht mehr gesichtet wurde, wird bereits ihr Aussterben befürchtet. In Mexiko ist sie gesetzlich geschützt (NOM-059_ECOL-2001).

## Systematik und Nomenklatur
Die Tumbala-Kletterratte wird gewöhnlich als eigenständige Art geführt, könnte jedoch der Nacktschwanz-Kletterratte als Unterart zuzuordnen sein. Das Typusexemplar stammt aus Tumbalá aus einer Höhe von 1700 Metern und wurde 1901 von Clinton Hart Merriam als Tylomys tumbalensis beschrieben.